# Maritza Correia
Maritza Correia (San Juan, 23 dicembre 1981) è un'ex nuotatrice statunitense.

## Carriera
Ha fatto parte, anche se solo in batteria, della staffetta 4x100m stile libero che ha vinto la medaglia d'argento alle Olimpiadi di Atene 2004.

## Palmarès
- Giochi olimpici

Atene 2004: argento nella 4x100m stile libero.
- Mondiali

Fukuoka 2001: argento nella 4x100m stile libero.
Barcellona 2003: oro nella 4x100m stile libero.
- Mondiali in vasca corta

Shanghai 2006: argento nella 4x100m misti e bronzo nei 100m stile libero.
- Giochi Panamericani

Rio de Janeiro 2007: oro nella 4x100m stile libero e nella  4x100m misti.
- Universiadi

Smirne 2005: oro nei 50m stile libero, nella 4x100m stile libero e nella 4x100m misti.